# 阿苏阿日河
阿苏阿日河是位于羅馬尼亞境内的一條河流，也是瑟拉日河左岸的一条支流。该河流在阿里尼什鄉附近注入瑟拉日河。该河流全长15公里，流域面积76平方千米。